# غلامعلی کوهساری
غلامعلی کوهساری (زادهٔ ۱۳۵۰ در آزادشهر) نمایندهٔ حوزهٔ انتخابیهٔ آزادشهر، رامیان و فندرسک در دوره های ششم و  یازدهم مجلس شورای اسلامی بوده است. 
غلامعلی کوهساری برادر کوچک‌تر علی کوهساری است که پس از مرگ وی در حادثهٔ هواپیمای یاک ۴۰ در تاریخ ۲۷ اردیبهشت ۱۳۸۰، در انتخابات میان‌دوره‌ای در تاریخ ۹ آذر ۱۳۸۰، از حوزهٔ انتخابیهٔ آزادشهر وارد مجلس شد.